# Classe Vienna Express
La classe Vienna Express è una serie di 3 navi portacontainer costruite dalla sudcoreana Hyundai Heavy Industries per la tedesca Hapag-Lloyd dal 2009 al 2010. La capacità teorica massima delle navi è 8.600 TEU.

## Caratteristiche
Le sovrastrutture delle navi sono disposte a poppa per circa quattro quinti della lunghezza. La capacità di stoccaggio dei container è di 8.600 TEU e sono presenti 730 collegamenti per container refrigerati (reefer). Le stive delle navi sono chiuse con coperture dei boccaporti.
La propulsione delle navi è costituita da un motore Diesel a due tempi a dodici cilindri di tipo MAN B&W 12K98ME, costruito su licenza dall'Hyundai Heavy Industries. La potenza di 57.200 kW viene erogata direttamente ad un'elica. Questi bastimenti raggiungono una velocità di circa 25,2 nodi. Le manovre di ormeggio e salpamento sono assistite da un'elica di manovra con una potenza di 2.500 kW.
L'impianto elettrico è di media tensione; furono installati due generatori ad albero e quattro generatori elettrici per un totale di potenza di circa 25.000 kW.

## Unità della classe
| Nome                                    | Costruzione n. | Immagine | Costruttore                 | Impostazione      | Varo             | Consegna         | Proprietario   | Numero IMO | Bandiera            | Note        |
| --------------------------------------- | -------------- | -------- | --------------------------- | ----------------- | ---------------- | ---------------- | -------------- | ---------- | ------------------- | ----------- |
| Basle Express (dal 2012 Nagoya Express) | 2096           |          | HD Hyundai Heavy Industries | 7 ottobre 2009    | 11 dicembre 2009 | 23 febbraio 2010 | Hapag-Lloyd AG | 9450428    | Germania (bandiera) | [ 1 ] [ 2 ] |
| Budapest Express                        | 2097           |          | HD Hyundai Heavy Industries | 7 ottobre 2009    | 11 dicembre 2009 | 23 febbraio 2010 | Hapag-Lloyd AG | 9450430    | Germania (bandiera) | [ 3 ] [ 4 ] |
| Vienna Express                          | 2095           |          | HD Hyundai Heavy Industries | 1º settembre 2009 | 6 novembre 2009  | 11 gennaio 2010  | Hapag-Lloyd AG | 9450416    | Germania (bandiera) | [ 5 ] [ 6 ] |

## Storia
La classe Vienna Express comprende tre navi costruite dal 2009 al 2010 presso il cantiere navale sudcoreano Hyundai Heavy Industries. Le navi sono in gran parte simili alle unità della classe Colombo Express consegnate tra il 2005 e il 2008, nonché alle navi della classe Prague Express, costruite nello stesso periodo. I tre bastimenti della classe Vienna Express si differenziano da quest'ultima per la diversa concezione del motore principale. Con una larghezza di 42,8 m, sono navi Post-Panamax e navigano sotto bandiera tedesca con il loro porto di registrazione ad Amburgo.